# Gary Bauer
Gary Lee Bauer (4 de maio de 1946) é um americano político e ativista.  Ele serviu na administração do presidente Ronald Reagan como Subsecretário de Educação e Conselheiro de Políticas Domésticas, e mais tarde tornou-se presidente do Conselho de Pesquisa da Família e vice-presidente sênior do Focus on the Family - ambas organizações cristãs conservadoras.  Em 2000, ele participou do concurso presidencial republicano e participou de cinco debates nacionais.  Ele é conhecido por sua defesa da liberdade religiosa, apoio a Israel e sua dedicação à eleição de candidatos conservadores ao Congresso.
Atualmente, Bauer é presidente da organização de advocacia American Values .  Em maio de 2018, o presidente Donald Trump nomeou-o para a Comissão dos Estados Unidos sobre Liberdade Religiosa Internacional .

## Biografia

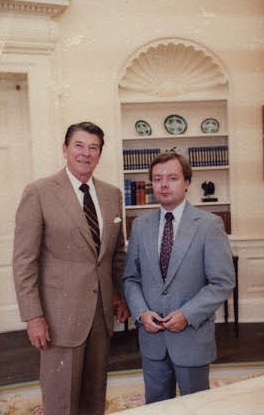
Bauer com o presidente Ronald Reagan em 1982

Gary Bauer nasceu em Covington, Kentucky , e foi criado em Newport, Kentucky , em uma família da classe trabalhadora, filho de Elizabeth "Betty" (Gossett) e Stanley Rynolds Bauer, um trabalhador.  Ele foi criado na fé batista do sul .
  De sua cidade natal, Bauer disse: "nos anos em que cresci lá, a cidade estava literalmente sob o controle de um sindicato do crime organizado de Toledo, Ohio . Literalmente sob o controle disso, literalmente o prefeito, o conselho da cidade, até o departamento de polícia estavam todos sendo pagos generosamente ".  Bauer citou os esforços da comunidade para se opor a essa corrupção como uma influência significativa em seu conservadorismo político.
Bauer formou-se pela Georgetown College em Georgetown, Kentucky , em 1968, e em direito pela Georgetown University em 1973.  Enquanto cursava a faculdade de direito, trabalhou como Diretor Assistente de Pesquisa de Oposição no Comitê Nacional Republicano de 1969 a 1973.  Ele então assumiu uma posição como diretor de relações governamentais da Direct Mail Marketing Association , de 1973 a 1980.  Ele serviu como subsecretário adjunto de Planejamento e Orçamento do Departamento de Educação dos Estados Unidos, de 1982 a 1987, e como assessor de política interna de 1987 a 1988.  Enquanto servia sob Reagan, ele foi nomeado Presidente do Grupo Especial de Trabalho sobre a Família do Presidente Reagan.  Seu relatório, "A Família: Preservando o Futuro da América", foi apresentado ao presidente em dezembro de 1986.
Bauer serviu como presidente do Conselho de Pesquisa da Família de 1988 a 1999.  Ele renunciou a este cargo para concorrer à indicação do Partido Republicano para o presidente dos Estados Unidos .  Ele deixou a corrida após as primárias em fevereiro de 2000.  Em 1996, ele fundou a Campanha para o Trabalho de Famílias (CWF), um comitê de ação política dedicado a eleger candidatos "pró-família, pró-vida e livres de iniciativa " para escritórios federais e estaduais.  Além de atuar como presidente da CWF, Bauer também é presidente da American Values , uma organização sem fins lucrativos "comprometida em defender a vida, o casamento tradicional e equipar nossos filhos com" valores conservadores.  Ele também atua no Conselho Executivo da Christians United for Israel, um grupo de lobby liderado por John Hagee.  Gary Bauer foi um dos signatários da Declaração de Princípios do Projeto para o Novo Século Americano (PNAC) em 3 de junho de 1997.  Ele também atua no conselho do Comitê de Emergência para Israel .
Atualmente, Bauer é o presidente da American Values (organização conservadora de defesa de valores).  No final de maio de 2018, Bauer foi nomeado pelo presidente Trump para a Comissão de Liberdade Religiosa Internacional dos Estados Unidos .

## Vida pessoal
Bauer é casado com a ex-Carol Hoke e mora na Virgínia.  Gary e Carol têm três filhos adultos.

## Posições políticas
Bauer tem sido descrito como "um batista politicamente conservador com fortes compromissos para preservar a família tradicional e os valores judaico-cristãos que ele acredita serem a base da sociedade americana".  Bauer se descreve como pró-vida .  Ele apóia a revogação de leis que permitem o aborto.  Ele defende a do Supremo Tribunal reviravolta de Roe v. Wade como o primeiro passo na causa pró-vida.  Ele quer cortar o financiamento para a Planned Parenthood e acabar com qualquer ajuda dos EUA para organizações que fornecem ou aconselham abortos.  Bauer também diz que aconselharia membros da família estuprados contra o aborto.  Ele aponta para a Constituição e para a visão cristã da vida humana como razões para não apoiar a eutanásia, afirmando que "todas as pessoas têm um valor imensurável porque foram criadas à imagem e semelhança de Deus".  Ele é um defensor da pena de morte para os presos no corredor da morte .  Bauer se opõe à clonagem e à pesquisa com células- tronco embrionárias, mas apóia a pesquisa com células-tronco adultas.  Ele apóia uma emenda constitucional para proibir o casamento entre pessoas do mesmo sexo e prefere programas de abstinência a programas abrangentes de educação sexual .  Bauer quer remover do código tributário todos os desincentivos econômicos para se casar.
Sobre questões de política externa, Bauer apóia fortes laços com Israel , não negociou com a China até que o país melhore seu histórico de direitos humanos , e apoiou o financiamento total para a Guerra do Iraque .  Bauer acredita que a América deve avançar e proteger a liberdade em todo o mundo e "levar a mensagem de liberdade ao mundo árabe".  Ele é um crítico do Islã.

Bauer apoia o cumprimento de todas as leis contra a imigração ilegal e que todos os imigrantes devem aprender inglês e tradições dos EUA.
Em questões econômicas, a Bauer apóia cortes de imposto de renda e diminui a regulamentação de pequenas empresas.  Ele acha que o governo não deve estabelecer um salário mínimo .  Ele afirmou que as corporações deveriam servir tanto aos EUA quanto aos seus acionistas e ocasionalmente criticavam a Organização Mundial do Comércio .

## Campanha presidencial

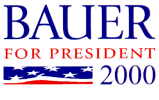
Logotipo da campanha 2000

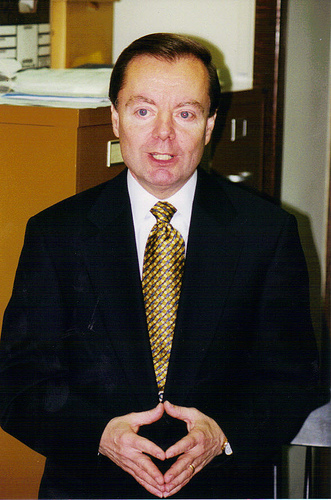
Bauer em Concord, New Hampshire, em campanha pela nomeação presidencial republicana de 2000

Bauer anunciou sua campanha presidencial em abril de 1999, com base em uma plataforma construída principalmente sobre questões sociais como o aborto .  Bauer recebeu mais de 8% dos votos no Iowa Caucus, e menos de 1% dos votos na primária de New Hampshire antes de se retirar da disputa pela indicação presidencial republicana.  Bauer endossou John McCain quando ele deixou a corrida em fevereiro de 2000.  No outono de 1999, dois membros seniores da equipe de campanha de Bauer levantaram questões sobre reuniões a portas fechadas entre Bauer e uma assessora de campanha feminina.  A negação de Bauer de qualquer impropriedade levou dois trabalhadores da campanha a renunciar.  Nunca houve qualquer evidência real de infidelidade contra Bauer.
Sua campanha presidencial é lembrada principalmente por um incidente no Primário Presidencial da Bisquick Pancake em 31 de janeiro de 2000.  Os candidatos tomaram um turno para montar um palco de quatro pés, fazer, virar e pegar uma panqueca em uma panela.  Quando Bauer tomou sua vez, ele jogou a panqueca muito alto e, tentando segui-la, caiu da parte de trás do palco, desaparecendo através de uma cortina azul.  Ele saiu ileso, sem panqueca e sem panela.  Ele então virou e pegou uma panqueca sem cair em sua segunda tentativa.  Bauer brincou que pode ser a melhor coisa que aconteceu com sua campanha e disse que ele era "o Ken Griffey dos candidatos à presidência".  Eu mergulhei no abrigo para pegar minha panqueca. "  Anos mais tarde, Bauer lembrou que, ao cair do palco e através da cortina, seu colega candidato George W. Bush , que estava nos bastidores já tendo completado com sucesso seu lance de panqueca, gritou "aqui vem Bauer!"

## Atividades de mídia

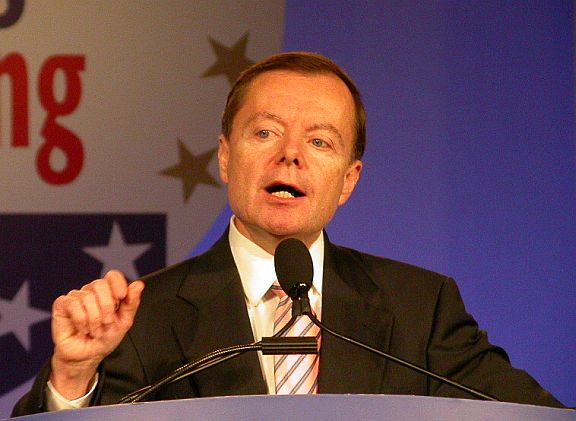
Bauer falando na conferência dos Votantes dos Valores em 2007

Bauer co-organizou um talk show de rádio com o ex-CEO do Jerusalem Post e o presidente Tom Rose de março de 2006 a março de 2007 na WMET , uma estação de rádio da área metropolitana de Washington, DC.  Bauer também é um convidado frequente em muitos programas conservadores de rádio em todo o país.  Gary e Tom foram co-apresentadores do SiriusXM Patriot Channel 125 Bauer e Rose Show por 9 anos e seu show popular terminou em 9 de abril de 2017 com Tom Rose assumindo um cargo na Casa Branca como assistente e conselheiro do vice-presidente Pence.

## "Declaração de Manhattan"
Em novembro de 2009, Bauer assinou uma declaração ecumênica conhecida como " Declaração de Manhattan " pedindo aos cristãos evangélicos, católicos e ortodoxos que não cumprissem as regras e leis que afirmam obrigar a participação ou abençoar o aborto, o casamento entre pessoas do mesmo sexo e outros assuntos. que vão contra suas consciências religiosas.

## Publicações
Bauer é o autor de vários livros, incluindo:
- Our hopes, our dreams: a vision for America. [S.l.: s.n.] Janeiro de 1996. ISBN 978-1-56179-433-1
- Doing Things Right. [S.l.: s.n.] 1 de agosto de 2001. ISBN 978-0-8499-1684-7
- Children at Risk. [S.l.: s.n.] 1 de julho de 1994. ISBN 978-0-8499-3584-8 Children at Risk. [S.l.: s.n.] 1 de julho de 1994. ISBN 978-0-8499-3584-8 Children at Risk. [S.l.: s.n.] 1 de julho de 1994. ISBN 978-0-8499-3584-8  (com James C. Dobson)
- Our journey home. [S.l.: s.n.] 1 de setembro de 1992. ISBN 978-0-8499-0931-3